# Physemus minutus
Physemus minutus är en skalbaggsart som beskrevs av Leconte 1854. Physemus minutus ingår i släktet Physemus och familjen lerstrandbaggar. Inga underarter finns listade i Catalogue of Life.